# Céline Jantet
Céline Jantet, née en 1977 à Cagnes-sur-Mer, est une conteuse montréalaise d’origine française qui pratique le conte dans une perspective contemporaine et féministe.

## Biographie
Céline Jantet étudie le théâtre au conservatoire puis à l'Université où elle obtient une maîtrise en arts du spectacle. Après plusieurs productions théâtrales, elle s'oriente vers le conte.
Après avoir voyagé, elle s'installe au Québec en 2006, au moment où sa carrière de conteuse débute,. C'est là qu'elle rencontre Nicolas Rochette, également conteur, qui devient son compagnon et son partenaire dans ses projets artistiques.
Elle devient mère en 2011, ce qui lui inspire le spectacle Maman est un mythe.

## Carrière
Par son approche contemporaine du conte,,, Céline Jantet est considérée comme faisant partie de la « relève »,, jeune génération de conteurs québécois qui entend réactualiser cet art vivant, notamment par un travail de recherche sur la forme et sur la participation du public. Féministe, elle questionne dans ses spectacles certains préjugés sur les femmes, leurs corps, la maternité,,,.
Céline Jantet réalise plusieurs spectacles de contes destinés à un jeune public, tels que Bulle en 2013, La Traversée en 2014, Au matin du monde en 2015, Dolce Vita en 2017. Elle performe en public au Québec, à Matagami, à Sherbrooke, en France et en Afrique.
En 2018, elle devient la nouvelle voix pour la visite contée de Saint-Élie-de-Caxton, village québécois mis à l'avant-scène par le conteur Fred Pellerin,. La même année, elle prend le rôle de directrice artistique et d'autrice de l’ouvrage collectif Nouvelle Vague, paru dans la collection « Paroles » chez les Éditions Planète Rebelle,.

### La Cantine Motivée
En 2008, Céline Jantet cofonde, avec Nicolas Rochette, le premier organisme québécois de formation au conte nommé La Cantine Motivée, après avoir constaté des lacunes dans la formation des jeunes conteurs. Soucieux de ne pas en faire une école prescriptive d'une approche du conte en particulier afin de « former un conteur sans le déformer », ils l'organisent sous la forme d'ateliers, animés chaque fois par un professionnel différent, qui décide de la forme et du fond de son intervention. Ces ateliers accueillent quelques grands noms de la scène québécoise, tels que Fred Pellerin et Nathalie Derome. Pour préparer ce projet, Céline Jantet et Nicolas Rochette visitent les différentes écoles de conte françaises en 2009. Avec François Lavallée, La Cantine Motivée organise également un programme de perfectionnement professionnel pour les conteurs à l'école primaire.
La Cantine Motivée est partenaire du Regroupement du Conte au Québec et Céline Jantet participe, dans ce cadre, à la réalisation de l'étude « Formation en conte - État de la situation et perspectives - Une analyse des formations structurées pour les conteurs dans le monde», dirigée par Christian-Marie Pons pour le Regroupement du conte du Québec.

### La Quadrature
En 2013, elle cofonde le collectif de conteurs La Quadrature, qui se dédie à une nouvelle pratique émergente, la baladodiffusion de contes, contemporains en l'occurrence,. Une première série de quatre balados, auxquels Céline Jantet participe comme conteuse et comme directrice de production sont réalisés par La Quadrature sous le titre Contes indociles en 2019 : gpeur.com, La femme sage, Conte de pub et Filles de Cassandre,.
Ce dernier, écrit et conté par Céline Jantet, met en scène cinq femmes qui, en réponse à la crise climatique, dans un futur dystopique où les gouvernements ont interdit la procréation, refusent la stérilisation obligatoire qui leur est imposée,.
Ce conte expérimente également la forme sonore grâce à l'enregistrement binaural qui, lors d'une écoute stéréophonique au moyen d'un casque, donne la sensation d'être entouré par le son et proche de la conteuse,.

### Spectacles de contes contemporains pour adultes
Céline Jantet écrit et joue plusieurs spectacles de contes contemporains pour adultes. Le premier, Vague à l'âme en 2008 en solo et un second en duo avec Nicolas Rochette en 2011, Réalité - 5 degrés. En 2015, elle écrit et conte Le Reflet de Vénus, un spectacle interrogeant le rapport des femmes à leur corps dans une perspective féministe,.
En 2019, elle est récipiendaire de la résidence d’écriture en conte de Saint-Élie-de-Caxton décerné par le Regroupement du conte au Québec. Cette résidence d'écriture lui permet de préparer le spectacle Maman est un mythe, un spectacle de conte sur la maternité. Ne se reconnaissant pas dans les figures de modèles de mères et dans les récits de la maternité, elle décide, dans ce spectacle, de déconstruire les mythes concernant la maternité. Pour ce faire, elle organise des rencontres hebdomadaires avec des mères de tous âges pour recueillir leurs paroles sur la maternité, qui constitueront la matière de son spectacle,. Elle revendique le caractère féministe de cette démarche :

« On connaît une nouvelle vague de féminisme et si on ne parle pas de maternité, ça ne peut pas marcher, [...] les femmes ont besoin de parler de leur maternité, aussi bien en rapport au corps qu’en fonction de sa place dans la société. C’est ce dont Maman est un mythe va parler. La maternité, c’est très sociopolitique: ça concerne le système de santé, les garderies, les différences sociales, etc. C’est très engagé comme sujet. »

— Céline Jantet, Interview dans Le Nouvelliste.
En 2020, sa première création sonore, Filles de Cassandre, « est invitée internationale au Festival Sonohr de Bern en Suisse ».

## Œuvres

### Collaborations
Céline Jantet (dir.), Ariane Labonté, Carine Kasparian, Jérome Bérubé, Nicolas Rochette et Paul Bradley, Nouvelle vague, Montréal, Planète rebelle, coll. « Paroles », 2018, 151 p. (ISBN 9782924797143)

## Prix et honneurs
- 2019 : récipiendaire de la résidence en conte du Regroupement du conte au Québec à Saint-Élie-de-Caxton[22]